# Kulpin
Kulpin (srp.: Кулпин, slk. Kulpín) je naselje u općini Bački Petrovac u Južnobačkom okrugu u Vojvodini.

## Muzejski kompleks u Kulpinu
Depandans Muzeja Vojvodine iz Novog Sada u dvorcu Dunđerskih u t.zv. "Kaštelu" okružen parkom od četiri hektara. Stalni postav čine: izlošci stilskog namještaja u dvorcu te niz izložaka iz povijesti poljodjelstva, jedinstvenih u ovom dijelu Europe, koji se nalaze u pomoćnim zgradama i u dvorištu.

## Stanovništvo
U naselju Kulpin živi 2976 stanovnika, od toga 2391 punoljetan stanovnik, prosječna starost stanovništva iznosi 39,9 godina (38,6 kod muškaraca i 41,1 kod žena).  U naselju je 1090 domaćinstava, prosječan broj članova po domaćinstvu je 2,73.
Prema popisu stanovništva iz 1991. godine u naselju je živjelo 3.203 stanovnika.
| Etnički sastav 2002. |            |        |
| Narod                | Stanovnika | %      |
| Slovaci              | 2116       | 71,10% |
| Srbi                 | 634        | 21,30% |
| Jugoslaveni          | 43         | 1,44%  |
| Romi                 | 38         | 1,27%  |
| Hrvati               | 21         | 0,70%  |
| Mađari               | 8          | 0,26%  |
| Crnogorci            | 6          | 0,20%  |
| Ukrajinci            | 6          | 0,20%  |
| ostali               | 5          | 0,15%  |
| nepoznato            | 24         | 0,80%  |

### Kretanja broja stanovnika
| broj stanovnika | 3578  | 3728  | 3742  | 3312  | 3226  | 3203  | 2976  |
|                 | 1948. | 1953. | 1961. | 1971. | 1981. | 1991. | 2001. |

## Vanjske poveznice
- Karte, udaljenonosti, vremenska prognoza  Arhivirana inačica izvorne stranice od 24. studenoga 2009. (Wayback Machine)
- [neaktivna poveznica]
- Muzejski kompleks u Kulpinu